# アサウラ
アサウラ（1984年5月29日 - ）は、日本の小説家・脚本家・漫画原作者。本名非公表。男性。北海道出身。東京都在住。

## 経歴・人物
大学在籍中に『黄色い花の紅』で第5回スーパーダッシュ小説新人賞（集英社主催）・大賞を受賞。2006年9月、同作でデビュー。銃器マニアであるため初期はガンアクションものを書いていたが、担当との打ち合わせにより、ラブコメやファンタジーではなく取るに足らないことを真剣に取り組みつつ馬鹿をやる作品を求められ『ベン・トー サバの味噌煮290円』からなる『ベン・トー』シリーズを執筆。同作は2011年にアニメ化された。
セガ好きを公言しており、作中でそれをネタにすることがよくある。
ラジオ番組『爆笑問題カーボーイ』（TBSラジオ）内のコーナー『田中はアニメを知らない』にて自身の作品である『ベン・トー』が取り上げられたのをきっかけに、コーナー終了時まで『田中はアニメを知らない』にネタを投稿。完成度の高いネタをパーソナリティーの爆笑問題から賞賛を受けたことから、2021末、年末に行われるコーナーである『メールNo.1グランプリ』にリザーバーとして出場した。(2022年末の同グランプリは、出場辞退)

## 作品リスト

### 小説

#### 単行本
- 黄色い花の紅（2006年9月 スーパーダッシュ文庫）
- バニラ A Sweet partner（2007年4月 スーパーダッシュ文庫）
- ベン・トー（2008年2月 - 2014年2月 スーパーダッシュ文庫 本編全12巻+短編集3巻）
- デスニードラウンド（2013年4月 - 2014年5月 オーバーラップ文庫 全3巻）
- 生ポアニキ（2014年10月 - 2016年10月 オーバーラップ文庫 全2巻）
- ファング・オブ・アンダードッグ（2014年11月 - 2016年1月 ダッシュエックス文庫 全4巻）
- 英雄都市のバカども（2015年11月 - 2016年6月 富士見ファンタジア文庫 全3巻）
- 道-MEN 北海道を喰いに来た乙女（2017年6月 ダッシュエックス文庫）
- サバゲにGO!（2019年9月 - 2020年6月 LINE文庫エッジ 全2巻）
- 小説シドニアの騎士 きっとありふれた恋（弐瓶勉原作、2021年4月 講談社）
- リコリス・リコイル Ordinary days（Spider Lily原作、2022年9月 電撃文庫）
- 小説が書けないアイツに書かせる方法（2022年9月 電撃文庫）
- リコリス・リコイル Recovery days（Spider Lily原作、2024年3月 電撃文庫）

#### 雑誌掲載・アンソロジー収録作品
「」内がアサウラの作品。
- 「鳥と豚」（『僕は友達が少ない』ゆにばーす2 MF文庫J、2013年2月 収録）
- 「180」（『ドラゴンマガジン』2013年9月号 掲載）
- 「これより作戦を開始する」（『ドラゴンマガジン』2014年3月号付録冊子ドラゴンカップ 掲載）
- 「逆さまの神様」（『5分で読める驚愕のラストの物語』JUMP j BOOKS、2021年4月 収録）
- 「悪い奴」（『百合小説コレクション wiz』河出文庫、2023年2月 収録）

### 漫画原作
- ベン・トー zero Road to witch（「ジャンプスクエア」2011年5・6月合併号 - 2011年10月号、全1巻）- 画：柴乃櫂人
- ベン・トー another Ripper's night（「スーパーダッシュ&ゴー!」2011年12月号 - 2012年10月号、全1巻）- 画：柴乃櫂人
- ベン・トー△（「スーパーダッシュ&ゴー!」2011年12月号 - 2013年6月号、未単行本化）- 画：サンカクヘッド
- ベン・トー アラカルト（「スーパーダッシュ&ゴー!」2012年12月号 - 2013年10月、全1巻）- 画：柴乃櫂人
- TiN-So 君が手にする俺の機巧魔剣（「月刊ComicREX」2017年10月号 - 2018年8月号、全2巻）- 画：ラルサン
- 異端狩り（「タテスクコミック」2022年3月18日 - 継続中）- メインキャラクターデザイン：柳明弌、作画：ot
- DOUBLE HELIX BLOSSOM（「週刊コロコロコミック」2024年1月15日[4] - 継続中）- キャラクター制作：SWAV、作画：西馬ごめゆき

### ゲーム
- 『AKIBA'S TRIP -アキバズトリップ-』（2011年5月19日発売）※シナリオ協力
- ボードゲーム『まっぷたツートンソウル』（コナミ、2022年6月25日発売）シナリオ、世界観[5]

### アニメ
- ベン・トー（2011年）原作
- メルヘン・メドヘン（2018年）脚本
- Phantom in the Twilight（2018年）脚本
- revisions リヴィジョンズ（2019年）脚本
- リコリス・リコイル（2022年）ストーリー原案[6]

### その他
テレビ出演
- MAG・ネット（2011年11月5日、NHK） 第47回.ライトノベル

エッセイなど
- 「『ベン・トー』著者アサウラ氏が行く 実食! 弁当探訪記 「買って食べる」レポ 《ほっともっと》訪ねてみました!」（『栄養と料理』2016年5月号）
- 「偏愛体質」（『小説すばる』2023年1月号）
- ライトノベル『スパイ教室』（ファンタジア文庫）：銃器設定協力
- 漫画『呪術廻戦』第200・201話（『週刊少年ジャンプ』連載）：軍事監修